# Линда Блеър
Линда Блеър (на английски: Linda Blair) е американска актриса и активист. 

## Биография
Линда Блеър е родена на 22 януари 1959 година в Сейнт Луис, Мисури,  в семейството на Джеймс Фредерик и Елинор (по баща Лейч) Блеър.  Тя има по-голяма сестра Деби и по-голям брат, Джим.  Когато Блеър е на две години баща й, пилот-изпитател от ВМС, приема работа в Ню Йорк и семейството се премества в Уестпорт, Кънектикът.  Майка й работи като агент по недвижими имоти в Уестпорт.  Линда работи като детски модел на петгодишна възраст.  Появява се в каталозите на „Сиърс“, J.C. Penney и Macy's и в над 70 реклами за гроздови конфитюри на Welch's и различни други компании. Тя си осигурява договор на шест години за поредица от печатни реклами в „Ню Йорк Таймс“.  На същата възраст тя започва да язди коне, като по-късно става добър ездач.  

### Кариера
Линда Блеър играе ролята на Регън Макнийл във филма на ужасите „Заклинателят“ (1973), за който печели награда „Златен глобус за най-добра актриса в поддържаща роля“ и получава номинация за награда „Оскар за най-добра поддържаща женска роля“. Филмът я утвърждава като икона на филмите на ужасите. Тя повтаря ролята си в продължението „Заклинателят 2: Еретикът“ (1977), за което получава номинация за награда Сатурн. Снима се в множество телевизионни филми, преди да се утвърди като секс символ в мюзикъла „Roller Boogie“ (1979). 
През 1980-те години тя участва в множество филми на ужасите, „Адска нощ“ (1981), затворническата драма „Chained Heat“ (1983) и култовия трилър „Дивашки улици“ (1984).
През 1990-те години Блеър се появява в различни независими филми, както и в няколко телевизионни роли. Тя е домакин на риалити сериала „Fox Family“ Най-страшните места на Земята (2000–2006) и редовно се появява в сериала на Енимъл Планет Пит Бос (2010–2012).

### Личен живот
На 15-годишна възраст Линда Блеър излиза с австралийския певец Рик Спрингфийлд, 25-годишен по това време, когото среща по време на концерт в Whiskey a Go Go.  Тя също излиза с басиста на Дийп Пърпъл Глен Хюз и с Нийл Хиралдо, китарист и бъдещ съпруг на Пат Бенатар. Между края на 1979 г. и средата на 1981 г. Блеър излиза с китариста на Стикс Томи Шоу. Блеър също излиза с Джим Денди Мангръм от Black Oak Arkansas. В началото на 1990-те години Блеър има връзка с актьора Уингс Хаузър.
На 20 декември 1977 г., на 18 години, тя е арестувана за притежание и продажба на наркотици.  Признава се за виновна по намалено обвинение за притежание на кокаин в замяна на три години пробация. От нея също се изисква да направи поне 12 големи публични изяви, за да разкаже на младите хора за опасностите от злоупотребата с наркотици. 
Линда Блеър вярва в паранормалното и подкрепя хуманното отношение към животните. През 2004 г. основава „Linda Blair WorldHeart Foundation“, организация с нестопанска цел, която служи за рехабилитация и осиновяване животни.  Тя е вегетарианка в продължение на 13 години, преди да стане веган през 2001 г. 

## Избрана филмография
| година | филм                     | оригинално заглавие      | роля          | режисьор      |
| ------ | ------------------------ | ------------------------ | ------------- | ------------- |
| 1973   | Заклинателят             | The Exorcist             | Ригън Макнийл | Уилям Фридкин |
| 1977   | Заклинателят 2: Еретикът | Exorcist II: The Heretic | Ригън Макнийл | Джон Бурмън   |
| 1990   | Отново обладана          | Repossessed              | Нанси Аглет   | Боб Логан     |
| 1996   | Писък                    | Scream                   | репортер      | Уес Крейвън   |